# Museu de Arte Moderna da Bahia
O Museu de Arte Moderna da Bahia (MAM Bahia) está localizado no Solar do Unhão, um sítio histórico do século XVIII, às margens da Baía de Todos os Santos em Salvador. Inaugurado no início da década de 1960 no foyer do Teatro Castro Alves, o museu foi transferido em 1963 para o atual endereço.
O MAM Bahia é um dos 12 museus estaduais vinculados à Diretoria de Museus (DIMUS), ligada ao   Instituto do Patrimônio Artístico e Cultural da Bahia (IPAC) uma autarquia da Secretaria de Cultura do Estado da Bahia.
O espaço do museu se estrutura em um setor técnico com serviços de conservação, restauro e museologia; oito salas de exposição; um teatro; uma biblioteca; e uma oficina de arte que oferece cursos abertos à toda comunidade, além de uma galeria ao ar livre (o Parque das Esculturas) e uma sala de cinema.
Seu acervo é constituído por pinturas, esculturas, fotografias e desenhos de artistas como Tarsila do Amaral, Portinari, Flávio de Carvalho, Di Cavalcanti, Rubem Valentim, Pancetti, Carybé, Mário Cravo e Sante Scaldaferri, entre outros.

## História
A criação do Museu de Arte Moderna da Bahia resultou de um contexto de efervescência econômica, social e cultural em Salvador após a Segunda Guerra Mundial.  Neste período emerge um processo de modernização pedagógica no ensino das artes que tem como como marco a fundação, em 1946, da Universidade Federal da Bahia (UFBA), que incorporou a antiga Escola de Belas Artes, e criou a escola de Teatro, Música e Dança.
Entre os anos de 1946 e 1962 a UFBA foi dirigida pelo reitor Edgar Santos que esteve à frente dos mais importantes movimentos de internacionalização da vida cultural local e de uma série de iniciativas culturais que, atualmente, são identificadas como parte do "modernismo baiano". Dentre essas iniciativas destacam-se: a Escola de Teatro, que contava com a expoentes como Helena Ignez, Glauber Rocha, Martim Gonçalves e Sérgio Cardoso; o Clube de Cinema que formou novas gerações de realizadores, entre eles Glauber Rocha, ideólogo do cinema novo; o Seminário de Música, que entre 1954 e 1963 reuniu Hans Joachim Koellreutter, Walter Smetak  e Ernest Widmer, responsáveis por trazerem ao Brasil as contribuições do dodecafonismo; e a Escola de Dança criada em 1956, primeira de nível superior no país.
Quanto aos espaços dedicados especificamente às artes plásticas, Salvador contava com a Biblioteca Pública e a Associação Cultural Brasil-Estados Unidos, além das galerias de arte Anjo Azul e Oxumaré. O 1º Salão Baiano de Belas Artes, que ocorreu em 1949, e a revista Cadernos da Bahia, veículo de divulgação e defesa do modernismo, expressam tentativas de renovação do universo das artes na Bahia.
Em 1958 Lina Bo Bardi se muda para Salvador para ministrar aulas na Escola de Belas Artes da Universidade da Bahia. Nesse ano, edita a página dominical do Diário de Notícias, jornal baiano de Chateaubriand, o que permite sua aproximação com estudantes como Paulo Gil Soares, Fernando da Rocha Peres e Glauber Rocha. Embora Lina já houvesse se aproximado de alguns intelectuais baianos que colaboraram com a revista Habitat, criada pela arquiteta em São Paulo, no início dos anos 1950. No ano de 1959, Lavínia Magalhães, esposa do governador Juracy Magalhães e presidente do conselho criador do MAM, convidou Lina para dirigir a instituição.
Ao que parece a ideia de criar um museu de arte moderna fazia parte do programa do governo de Magalhães. O governador visitou várias instituições culturais locais, dentre as quais o Museu do Estado, dirigido pelo professor José Valladares que foi convidado a formar uma comissão para tratar da criação do MAM-BA. Além dele, faziam parte desse grupo o crítico de arte Clarival do Prado Valladares, o crítico de cinema Walter da Silveira, o representante do Serviço do Patrimônio Histórico e Artístico Nacional (Sphan) na Bahia, Godofredo Jr., o escultor Mario Cravo Júnior, o jornalista e colecionador Odorico Tavares e o pintor Carlos Bastos.  O conselho consultivo, por sua vez, era constituído por Assis Chateaubriand, Miguel Calmon Sobrinho, Clemente Mariani, Gileno Amado, Fernando Correia Ribeiro e Lavínia Magalhães.

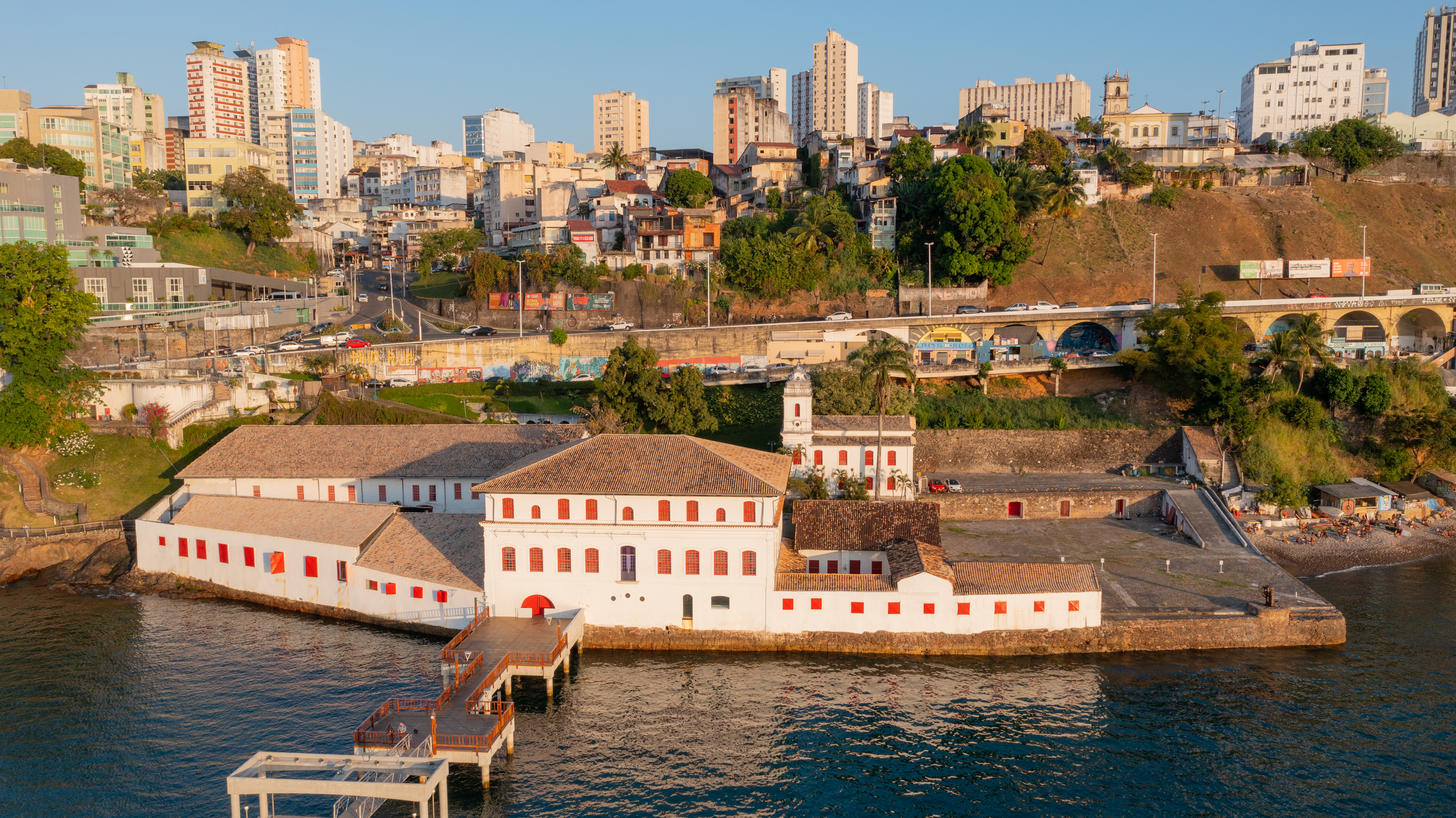
Vista aérea do Museu de Arte Moderna da Bahia

O Museu de Arte Moderna da Bahia foi criado em 1959 através de uma Lei Estadual, e inaugurado com duas exposições no foyer do Teatro Castro Alves, sua sede provisória, em 6 de janeiro de 1960, no dia da Festa de Reis. 
Para a ocasião, foi colocada uma pedra de dez toneladas em frente ao Teatro Castro Alves, por sugestão de Mario Cravo e, na entrada, uma mostra de vegetais e minerais da Bolsa de Mercadorias da Bahia. Ao entrar, os visitantes se deparavam com cortinas delimitando as salas, que continham as 20 estatuetas de As bailarinas, de Edgar Degas, e as 31 pinturas de Antônio Bandeira.
O acervo inicial do MAM Bahia contou com obras de referência, como as pinturas Casas, de Alfredo Volpi, O touro, de Tarsila do Amaral e doada por Gileno Amado, Vendedor de passarinhos, de Candido Portinari e doada por Assis Chateaubriand, Paisagem, de Rebolo Gonsales e cedida pelos Diários Associados, e a escultura em gesso Auto-retrato psicológico, de Flávio de Carvalho. As obras do acervo constituem uma diversidade enorme, seguindo os princípios de Lina Bo Bardi, contendo ainda nomes como Calasans Neto, Chico Liberato, Di Cavalcanti, Genaro de Carvalho, Jenner Augusto, Rubem Valentim e Sante Scaldaferri.
Ao assumir a direção do museu, Lina propõe ao Governo do Estado da Bahia a restauração do Solar do Unhão, patrimônio do século XVIII de José Pires de Carvalho e Albuquerque, conjunto arquitetônico que abriga o MAM-BA desde 1963.

### Década de 60 e Lina Bo Bardi
Com o objetivo de aproximar as artes moderna e popular e romper as barreiras entre o erudito e o popular, estabelecidas pelos museus de arte em geral, Lina Bo Bardi projetou o Museu de Arte Moderna da Bahia (MAM Bahia) e o Museu de Arte Popular (MAP) ao mesmo tempo considerando que  seriam faces de uma mesma moeda e ocupariam o mesmo conjunto arquitetônico.
Projetado em 1961, o Museu de Arte Popular (MAP) previa a articulação entre artesanato e indústria com vistas à criação de um design original, um produto exportável, como ocorreu na Itália, enquanto o projeto do MAMB estabelecia como eixo a criação de uma centralidade cultural na Região Nordeste por meio da implantação de um museu-escola, com vistas à formação de um público infantil e infanto-juvenil.
Os cursos de formação para crianças, jovens, adultos e artistas possibilitariam integrar o museu à comunidade, rompendo a barreira entre cultura erudita e popular. Para isso, desenvolveu, em parceria com Mário Cravo, o Centro de Estudo e Trabalho Artesanal (CETA).
A inauguração do MAM Bahia e do MAP no Solar do aconteceu em 1963 com duas exposições: Artistas do Nordeste e Civilização do Nordeste, com esta trazendo objetos cotidianos, itens de cozinha, roupas, brinquedos, armas e arte indígena. Em pouco tempo, foram realizadas 27 exposições, desde mostras coletivas estrangeiras até individuais e coletivas dos principais artistas locais.
O MAMB se tornou um ponto de encontro de intelectuais, artistas, críticos e estudiosos do Brasil e do exterior. Não apenas Lina, mas também Mário Cravo Júnior, Sante Scaldaferri, Juarez Paraíso e Chico Liberato, além do argentino Carybé, do francês Pierre Verger, e do alemão Karl Heinz Hansen (Bahia), contribuíram para a notoriedade do museu e da Bahia.
Em 1964, com o Golpe Militar, Lina foi demitida. Neste mesmo ano, as instituições foram unificadas sob a manutenção do nome Museu de Arte Moderna da Bahia (MAM Bahia).
Após a saída de Lina, Renato Ferraz assume interinamente, deixando em seguida a direção para Mário Cravo Júnior, que mantém as diversas atividades já iniciadas. O seu contato com os artistas do Brasil resultou em mais doações para a coleção do museu.

### Anos 70 e 80
Após obter pouca relevância durante o Regime Militar, com pouca representatividade artística nos anos de 1970 e 1980 e com a degradação do Solar do Unhão, o MAM-BA começou uma revitalização através da ampliação do seu acervo, especialmente com programas de residências artísticas que resultaram em cessão das peças. Embora com obras expressivas de artistas nacionais, o acervo advinha, principalmente, daqueles das décadas de 1950 e 1960.[carece de fontes?]
Nesse período conturbado, Silvo Robatto esteve à frente do museu até que, no final da década de 1970, Chico Liberato assume a direção do MAM-BA e inicia as Oficinas do MAM em 1980, que promove até hoje cursos de formação em diversas expressões artísticas: cerâmica, desenho, escultura, gravura, pintura, entre outras. Em 1988, Liberato promove o Salão Baiano de Artes Plásticas. Com algumas edições, o Salão contribuiu para a reestruturação do circuito das artes visuais no Estado e permitiu que o museu obtivesse um dos mais completos acervos de arte no Brasil, com as obras dos vencedores.[carece de fontes?]
Em 1991, Heitor Reis substitui Liberato e realiza várias mudanças, como a restauração do Solar do Unhão, a instalação do sistema de climatização na Reserva Técnica, a ampliação do núcleo de Museologia e a criação dos setores Restauração, Biblioteca e Teatro.[carece de fontes?]
Depois de anos conturbados por causa do Regime Militar, o MAM-BA inicia uma nova fase na década de 1990. O Solar do Unhão passou por uma nova restauração, adequando e redimensionando seus espaços expositivos. Após a resolução dos problemas estruturais, o próximo passo foi reinserir o MAM-BA na comunidade local com um evento de reabertura, em 1992.[carece de fontes?]
No Casarão, houve uma climatização seguindo as normas internacionais, com o primeiro piso destinado às mostras temporárias e o segundo dedicado a uma exposição permanente do acervo. O Galpão Norte contava com duas salas expositivas, a biblioteca, a sala de vídeo e o teatro/auditório, enquanto o Galpão Sul possuía a reserva técnica e os setores de Conservação e Restauração. A Capela recebia exposições temporárias de caráter experimental. Ao final da década, em 1998, o MAM-BA inaugurou o Parque das Esculturas, uma galeria ao ar livre, e a Sala Rubem Valentim, que reúne as obras do artista baiano. A Galeria Subsolo foi ocupada pela primeira vez em 2007, com o 14º Salão da Bahia.

## O conjunto arquitetônico
O conjunto arquitetônico do Unhão, tombado pelo Serviço do Patrimônio Histórico e Artístico Nacional (SPHAN) em 1943, foi escolhido por Lina Bo Bardi para abrigar o Museu de arte Moderna da Bahia. A arquiteta também foi responsável pelo projeto de restauro e revitalização do conjunto.

As obras de restauração começaram em agosto de 1962 e foram concluídas no ano de 1963, quando o museu foi transferido Teatro Castro Alves para o Solar do Unhão.

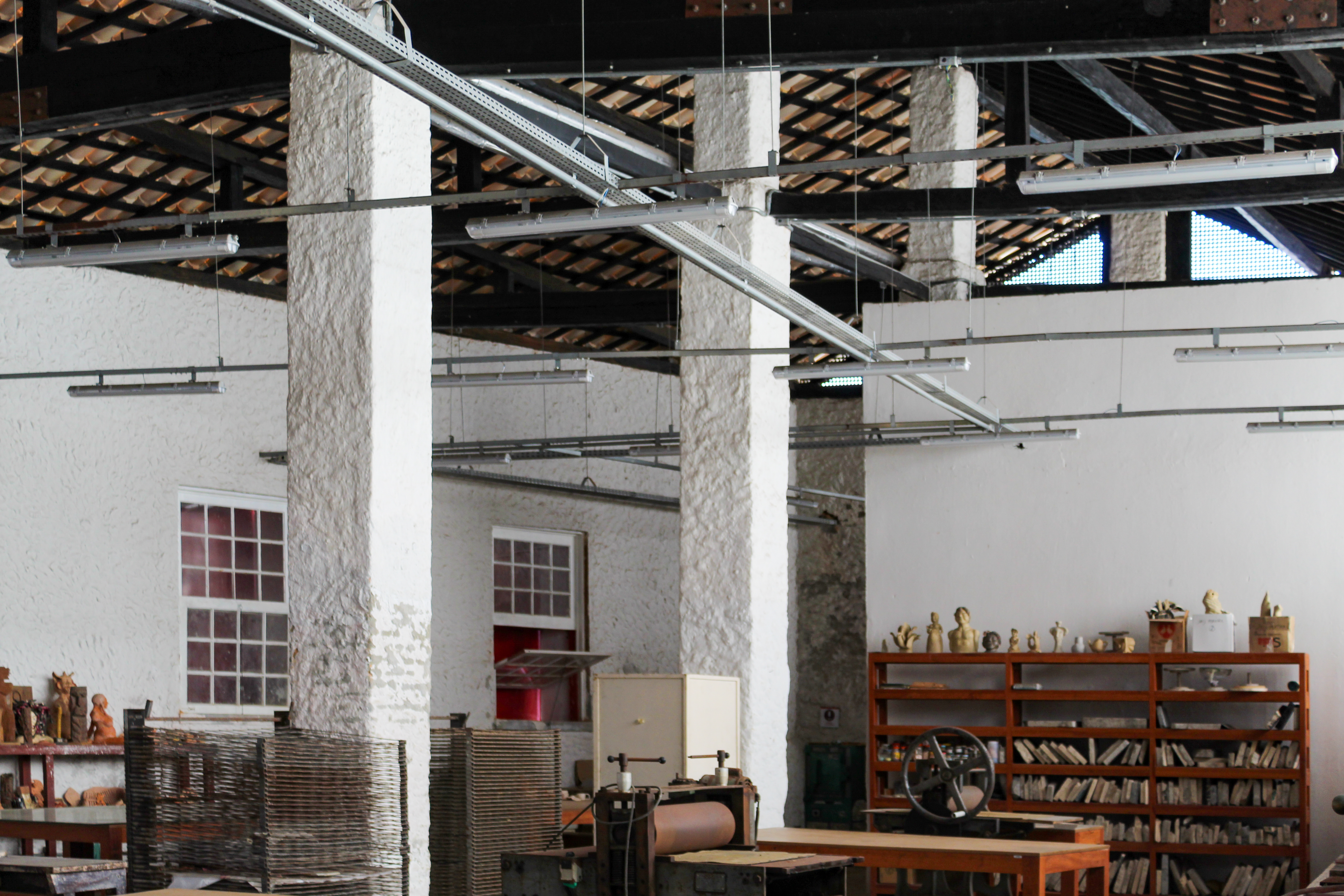
Detalhe do interior do galpão destinado às oficinas

Os telhados das edificações foram consertados, pois estavam praticamente destruídos. A arquiteta projetou uma escada em madeira, cuja estrutura foi inspirada no sistema de encaixes dos carros de boi, que foi instalada no casarão. Nesta edificação foram mantidas as janelas em madeira, mas as divisórias antigas foram substituídas treliças muxarabis.
Na área externa foram mantidos os trilhos do chão, outrora úteis para o deslocamento da produção da antiga fábrica de rapé.
Diante da perspectiva de um museu-escola, o projeto de Lina Bo Bardi preservou os galpões do Solar do Unhão, que funcionavam como depósitos, e abrigam as oficinas do MAM Bahia há mais de 30 anos.

## Acervo
O acervo atual do MAM Bahiaa é composto por mais de 1200 peças, de diversas linguagens, suportes, tradições e lugares do mundo. A coleção foi se formando por transferências do Museu do Estado da Bahia, atual Museu de Arte da Bahia (MAB), e por doações ao longo dos anos.
A coleção conta com obras de artistas como: Alfredo Volpi, Aloísio Magalhães, Ayrson Heráclito, Burle Marx, Caetano Dias, Caio Reisewitz, Calasans Neto, Candido Portinari, Carlos Bastos, Carlos Thiré, Carybé, Chico Liberato, Christian Cravo, Clóvis Graciano, Cristiano Mascaro, Daniel Katz, Darel Valença, Di Calvacanti, Efrain Almeida, Emanoel Araújo, Fayga Ostrower, Flávio de Carvalho, Genaro de Carvalho, Gil Vicente, Hansen Bahia, Janaina Tschäpe, Jenner Augusto, José Bechara, José Pancetti, Marcelo Grassmann, Márcio Lima, Marepe, Mário Cravo Júnior, Mário Cravo Neto, Nino Cais, Oswaldo Goeldi, Pazé, Pierre Verger, Rebolo Gonsales, Renina Katz, Rubem Valentim, Samson Flexor, Sante Scaldaferri, Tarsila do Amaral, Tomie Ohtake e Tunga.

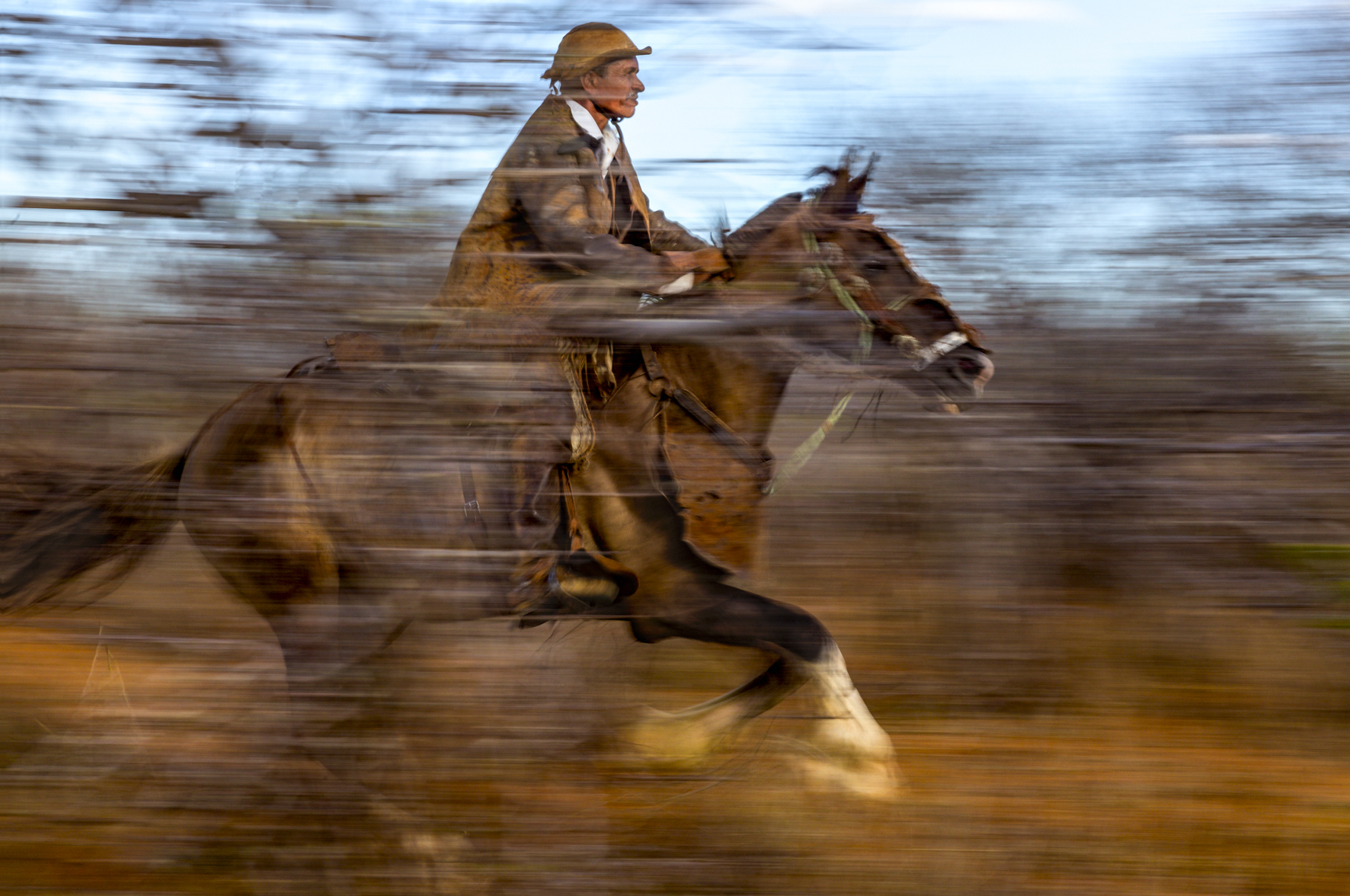
Galope Agreste, Ana Kruschewsky, 2019
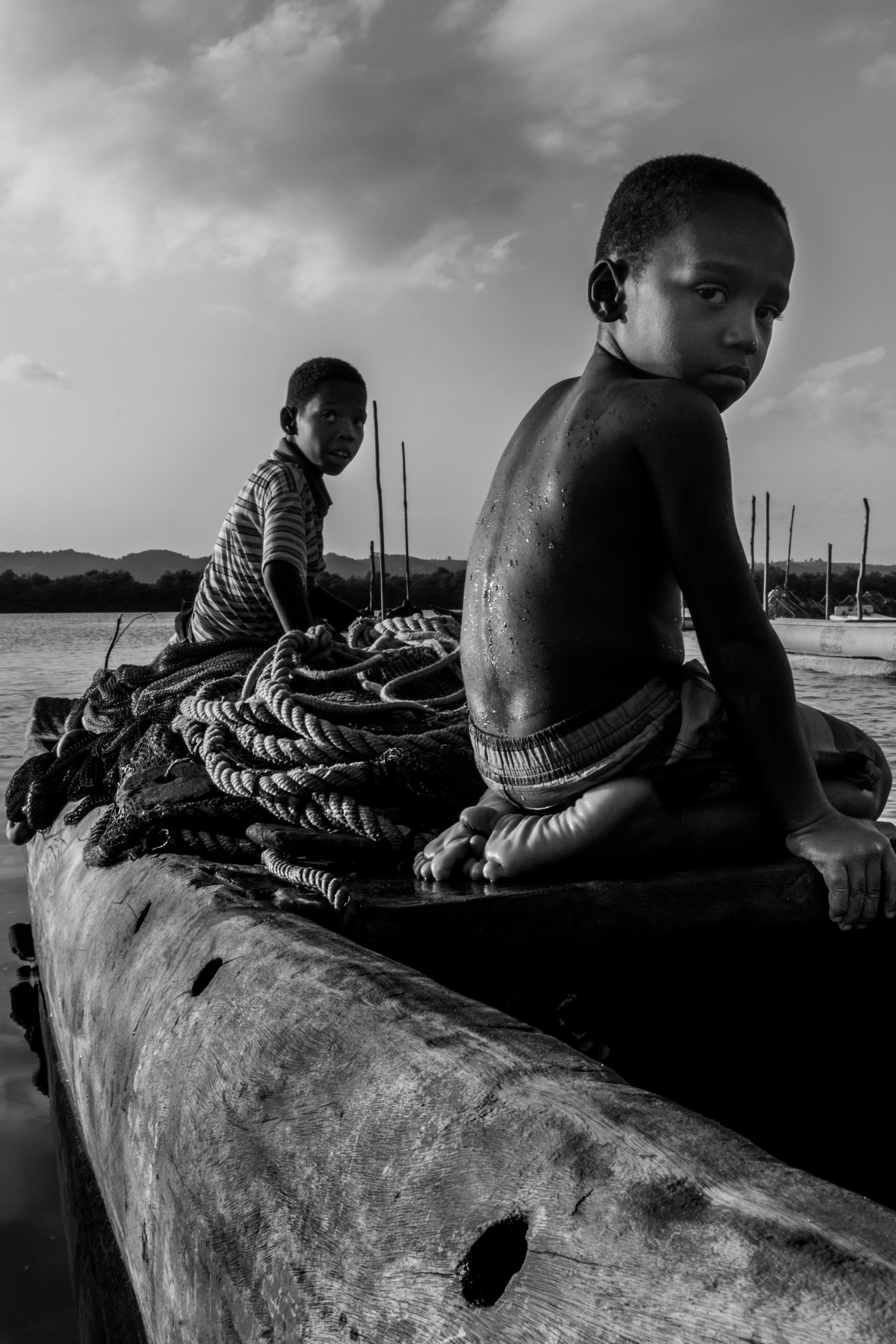
Meninos do Rio São Francisco - Gabriela Gomes, 2019
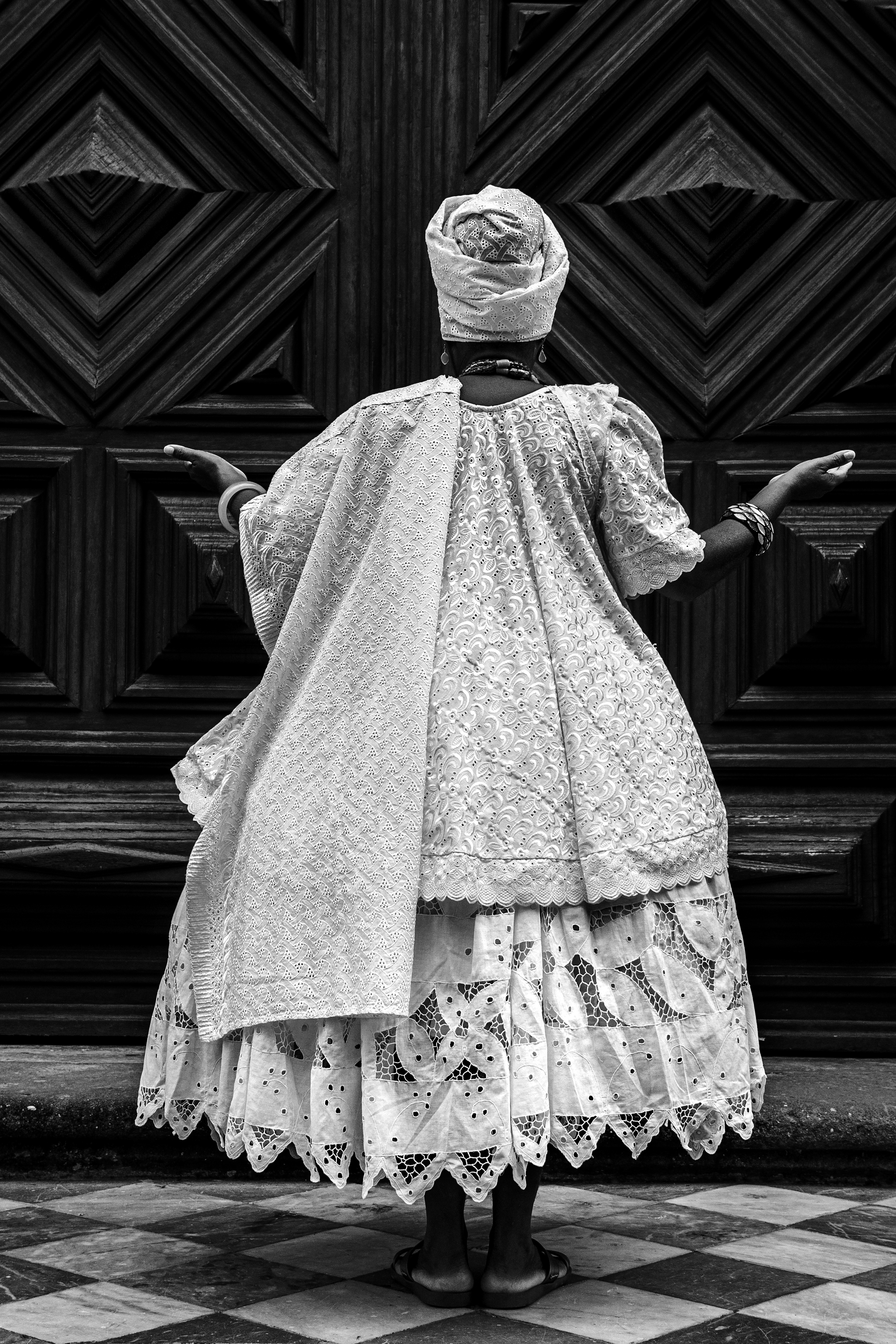
Sob os olhos da Igreja - Giácomo Mancini, 2020
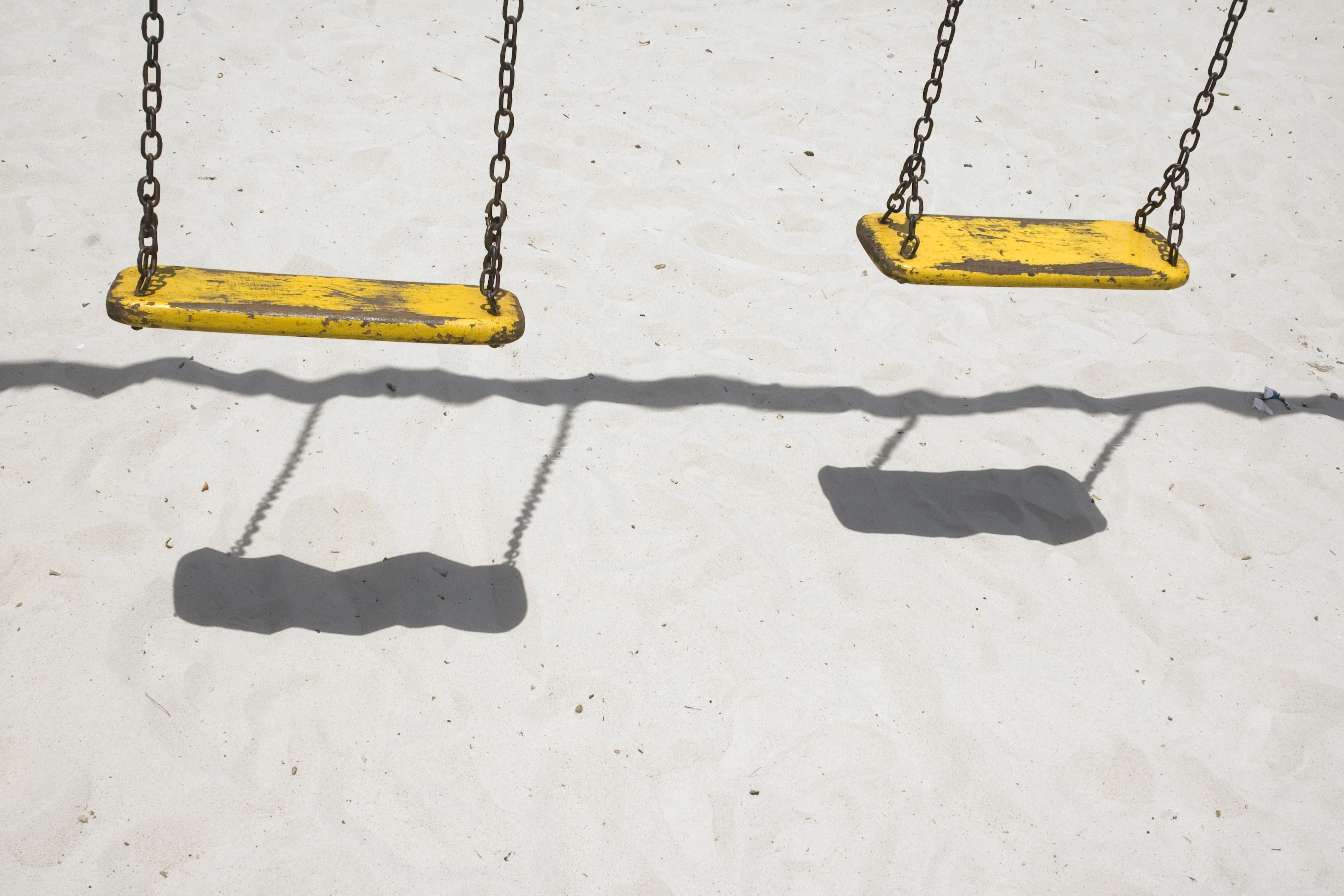
Sem Título 2 (Série "Lugar de Ausência") Valéria Simões, 2006
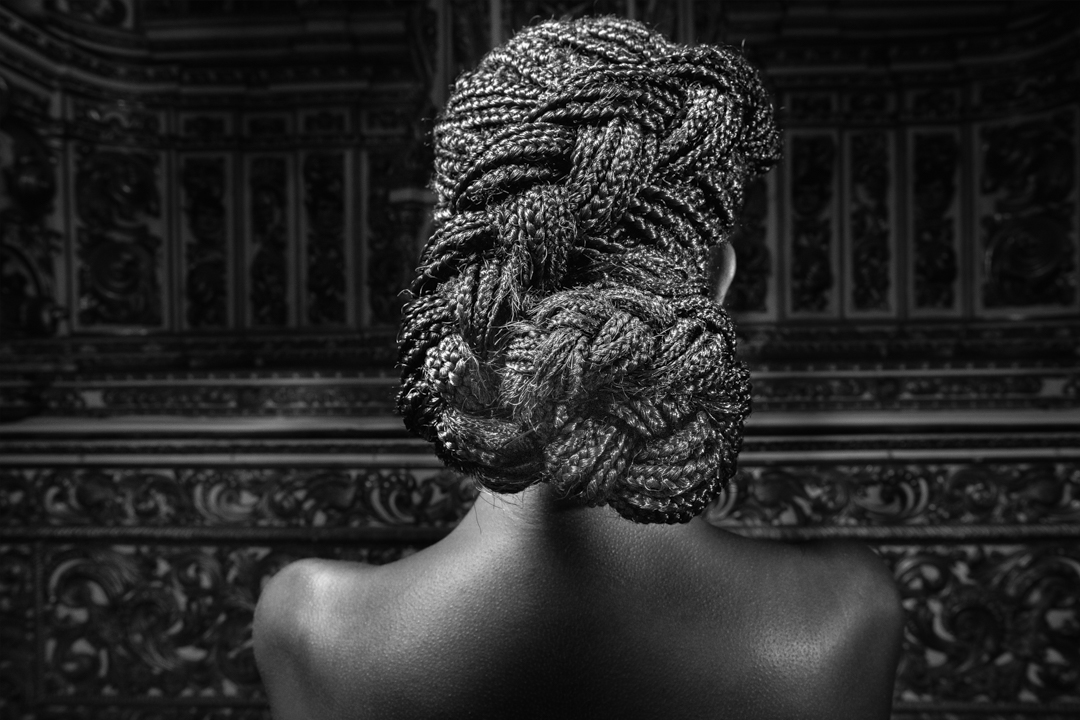
Robério Braga. Tríptico Trança, 2018

## Atividades
O MAM Bahia consegue manter até hoje suas propostas iniciais, definidas pela arquiteta Lina Bo Bardi como um museu-escola que não distinguiria as diversas formas de artes e não realizaria uma valorização diferenciada. Tornou-se um grande difusor da arte nacional e internacional, além de ter um papel essencial na divulgação das obras baianas e nordestinas para o Brasil e o mundo.
Além disso, é uma referência nas atividades que realiza, seja com suas oficinas e cursos, com suas mediações artístico-culturais ou com seus projetos de cunho social, todos desenvolvidos pelo seu Núcleo Educativo, com vistas ao apoio e à valorização dos artistas baianos e nordestinos, tanto os consagrados como os emergentes.

### Oficinas
Criadas pelo professor Juarez Paraíso em 1980 como Oficinas de Arte em Série, as Oficinas do Museu de Arte Moderna da Bahia acontecem há mais de 40 anos. As práticas e técnicas ministradas ao longo desse tempo foram responsáveis pela construção do conhecimento das artes na Bahia. Procurando facilitar o acesso à informação sobre linguagens visuais, dentro de uma dimensão cultural contemporânea e com acesso gratuito, o MAM oferece cursos destinados ao público em geral, com objetivo de investir na formação das linguagens visuais, viabilizando espaços de criação, discussão e debate em torno da produção de artes.

## Programação
Além de uma programação específica para cada exposição, que, normalmente, conta com um programa de Residências Asrtísticas, encontros com artistas, ciclos de conversa sobre arte, oficinas associadas às mostras, palestras e expedições, o MAM possui as seguintes atividades periódicas: MAM Lado B, Histórias do Solar, Pinte no MAM, Jam no MAM, Solar Café.